# Mini Marcos
O Mini Marcos é um coupé compacto da Marcos.